# Staffan Sandlund
Per Aron Staffan Sandlund, född 22 mars 1947 i Norrfjärdens församling, är en svensk operasångare (baryton).
Sandlund studerade sång för Arne Sunnegårdh, Margareta Sunnegårdh och Erik Saedén, samt för Luigi Ricci, Rom och Vagn Thordal, Köpenhamn. Vid sidan av sång studerade han musik vid Framnäs folkhögskolas musiklinjer 1965–1970 med valthorn som huvudinstrument, samt studier vid Kungliga Musikhögskolan i Stockholm 1971–1977 i solosångsklassen samt dirigentklassen. Han diplomerades i solosång 1977 och gick Statens musikdramatiska skola i Stockholm 1979–1980.
Han scendebuterade på Drottningholmsteatern som Mengotto i Oskuld på landet av N. Piccinni 1977 och på Kungliga Teatern som Pojken i Josef av B.W. Hallberg 1979. Han var fast engagerad vid Operan 1983–2000 och har gästspelat i Moskva, Dresden, Wiesbaden, Helsingfors, Zürich, Hamburg, Vasa, Jakobstad, Ålborg, Oslo, Drammen, New York, Washington samt under en konsertturné på omkring 25 platser i USA.
Han har tilldelats Kristina Nilssonstipendiet fem gånger samt Jussi Björlingstipendiet.
Han är far till Ida Sandlund och Jakob Sandlund.